# Петровская волость (Крым)
Петровская волость — административно-территориальная единица в составе Феодосийского уезда Таврической губернии.
Образована в 1860-х годах, в результате земской реформы Александра II, в основном, из селений бывшей Чалтемирской и Агерманской волостей. Располагалась в западной части уезда, занимая запад и юго-запад Керченского полуострова.

## Состав и население волости на 1889 год
Первые данные о составе волости и населении содержатся в «Памятной книге Таврической губернии 1889 года», согласно которой в волости было 34 селения и 5 261 житель.
| - Аджи-Менде — 165 жит. - Акташ — 313 жит. - Аргин-Тобечик — 35 жит. - Ашкар-Бешуй — 133 жит. - Бабык — 436 жит. - Биюк-Коджалар — 436 жит. - Джавтебе — 253 жит. - Джермай-Качик — 172 жит. - Заморск — 30 жит. - Ички — 88 жит. - Казантип — 164 жит. - Казантип-Коса — 250 жит. - Казантип Русский — 64 жит. - Каракуя — 34 жит. - Кара-Седжеут — 80 жит. - Кармыш-Келечи — 187 жит. - Кары — 253 жит. - Каялы-Сарт — 195 жит. | - Кетень — 179 жит. - Коп-Кипчак — 140 жит. - Корпе — 115 жит. - Кучук-Коджалар — 436 жит. - Мамат — 253 жит. - Мечкечи — 95 жит. - Ново-Николаевка — 533 жит. - Ойсул — 159 жит. - Петровск — 333 жит. - Семиколидуш — 59 жит. - Стабань — 115 жит. - Таш-Алчин — 133 жит. - Ташлыяр — 341 жит. - Чалтемир — 191 жит. - Чегерчи — 229 жит. - Чокул — 436 жит. - Чибурма-Сарт — 187 жит. - Шепетеевка — 76 жит. |

## Состав и население волости на 1892 год
Согласно «Памятной книжке Таврической губернии на 1892 год…» в волости числился 4 917 жителей в 58 населённых пунктах.

| - Агибель — 21 жит. - Аджименды — 154 жит. - Адык — 92 жит. - Акташ — 309 жит. - Аргин-Тобечик — 9 жит. - Арпач — 147 жит. - Аскар — 104 жит. - Атан-Алчин — 143 жит. - Бабик — 76 жит. - Башбек — 16 жит. - Джавтобе — 169 жит. - Джапар-Берды — 104 жит. - Джереми-Качик — 80 жит. - Дюрмень — 177 жит. - Заморская — 33 жит. - Ильгери-Кипчак — 169 жит. - Ильгери-Коджалки — 88 жит. - Казантип — 237 жит. - Каракуи — 68 жит. - Карангит — 322 жит. - Кара-Седжеут — 161 жит. - Карач — 63 жит. - Кармыш-Келечи — 36 жит. - Кары — 31 жит. - Кенегез — 185 жит. - Керлеут — 26 жит. - Киргиз — 66 жит. | - Китень — 107 жит. - Коджалар — 15 жит. - Кол-Алчин — 42 жит. - Конрат — 114 жит. - Коп-Кипчак — 104 жит. - Корсан — 44 жит. - Коялы-Сарт — 103 жит. - Мавлюш — 116 жит. - Мамат — 91 жит. - Мангит — 182 жит. - Марфовка — 937 жит. - Мескечи — 39 жит. - Ново-Николаевка — 538 жит. - Обекчи — 17 жит. - Обекчи-Карса — 20 жит. - Ойсул — 163 жит. - Петровск — 173 жит. - Сарылар — 258 жит. - Семиколодцы — 57 жит. - Таш-Алчин — 98 жит. - Ташлыяр — 313 жит. - Узун-Як-Корса — 67 жит. - Учевли-Кенегез — 16 жит. - Хартжибие — 292 жит. - Чалтемир — 191 жит. - Чегерчи — 137 жит. - Чокул — 161 жит. |

Также в волости числился хутор Гапкина с 4 жителями
При этом, в части поселений официально жителей и домохозяйств не числилось:

| - Аткары-Корса - хутор Барбетова - Изюмовка - Кады-Келечи - Старый Кипчак - Кир-Найман | - Коджай - Корпе - Сабике - Стабан - Терекли-Корса - Чебуртма-Сарт |

## Состав и население волости на 1902 год
Согласно «Памятной книжке Таврической губернии на 1902 год…» в волости числилось 8 759 жителей в 60 населённых пунктах. Из них было 2 села: Марфовка — с 1030 жит. и Петровское — 445 жит.

| - Аджименды — 103 жит. - Адык — 58 жит. - Акташ — 18 жит. - Аргин-Тобечик — 66 жит. - Арпач — 146 жит - Аскар — 102 жит. - Атан-Алчин — 220 жит. - Ашбель — 38 жит. - Бабик — 66 жит. - Башбек — 22 жит. - Баш-Киргиз — 114 жит. - Джав-Тобе — 196 жит. - Джамай-Качик — 95 жит. - Джапар-Берды — 114 жит. - Дюрмень — 99 жит. - Ильгеры-Кипчак — 200 жит. - Ильгеры-Коджанки — 136 жит. - Казантин — 340 жит. - Каракуи — 94 жит. - Карангат — 469 жит. - Кара-Седжеут — 106 жит. - Карач — 95 жит. - Кармыш-Келечи — 9 жит. - Кары — 127 жит. - Каялы-Сарт — 74 жит. - Кенегез — 293 жит. | - Керлеут — 115 жит. - Китень — 60 жит. - Коджалар — 29 жит. - Конрат — 87 жит. - Коп-Кипчак — 98 жит. - Корсан — 55 жит. - Мавлюш — 217 жит. - Мамат — 78 жит. - Мангит — 204 жит. - Мескечи — 78 жит. - Новая Шатиловка — 60 жит. - Ново-Николаевка — 794 жит. - Обекчи Корса — 108 жит. - Ойгул — 119 жит. - Сабике — 58 жит. - Сарылар — 220 жит. - Семиколодцы — 150 жит. - Таш-Алчин — 108 жит. - Ташлыяр — 315 жит. - Терекли-Корса — 15 жит. - Узун-Аяк — 75 жит. - Учь Евли Кенегез — 6 жит. - Хартджибие — 300 жит. - Чалтымир — 194 жит. - Чегерчи — 144 жит. - Чокул немецкий — 63 жит. - Чокул татарский — 88 жит. |

Также в волости числились хутора Заморск с 34 жителями и Джайлав с 9, экономия Пияла-Сарай — с 3 жителями, в Чебуртма-Сарте официально жителей и домохозяйств не числилось.

## Состав волости на 1915 год
По Статистическому справочнику Таврической губернии. Ч.II-я. Статистический очерк, выпуск пятый Феодосийский уезд, 1915 год, в Петровской волости Феодосийского уезда числилось 103 различных населённых пункта в которых проживало 6427 человек приписных жителей и 6328 — «посторонних» жителей.
Из них было 5 сёл: Арпач 2-й, Казантип русский, Марфовка, Ново-Ивановка и Петровское.

| - Агибель - Аджи-Менды - Адык - Акташ - Аргин-Тобечик - Арпач 1-й - Аскар-Бешуй - Атан-Алчин - Бабик - Баш-Киргиз - Джав-Тобе - Джайлав-Акташ - Джапар-Берды - Джермай-Каячик - Дюрмень - Ильгеры-Кипчак - Ильгеры-Коджанки - Казантип-Коса - Казантип татарский - Каракуи (она же Кайташ-Дере) - Карангат - Кара-Седжеут - Карач - Кары | - Каялы-Сарт - Китень - Китень Русский - Кенегез - Кол-Алчин - Конрат - Коп-Кипчак - Мавлюш - Мамат - Мангит - Мескечи-Кырк - Ново-Николаевка (или Кочан) - Ново-Шебетеевка - Обекчи-Корса - Ойсул - Сабике - Сарылар - Семь Колодезей - Таш-Алчин - Ташлыяр - Харджибие - Чалтемир - Чегерчи - Чокул немецкий - Чокул татарский |

Также в волости числились хутора: 2 — Акташ, Аргин-Тобечик (вакуф), 2 хутора Джав-Тобе, Джага-Качик, 2 хутора Джага-Найман, Джайлав, Заморск, 3 хутора Казантип, 2 — Кармыш-Келечи, Карсан, Керлеут, Китень, Ойсул, Сундукой, Таш-Алчин, Таш-Кишла, 3 Узун-Аяк, Фонтан, 10 экономий: Арпач, Багерова, Башбек, Воздвиженка, Кармыш-Келечи, Китень, Ольгино, Пиялы-Сарай, Узун-Аяк, Учевли-Кенегез и имение Обекчи. Кроме того Петровская скала, Чаудинский маяк, 6 верстовых будок, казарма (при ст. Семь Колодезей), 2 полуказармы, разъезд Ойсул и железнодорожная станция Семь Колодезей.